# Igreja de São Mateus (São Mateus)

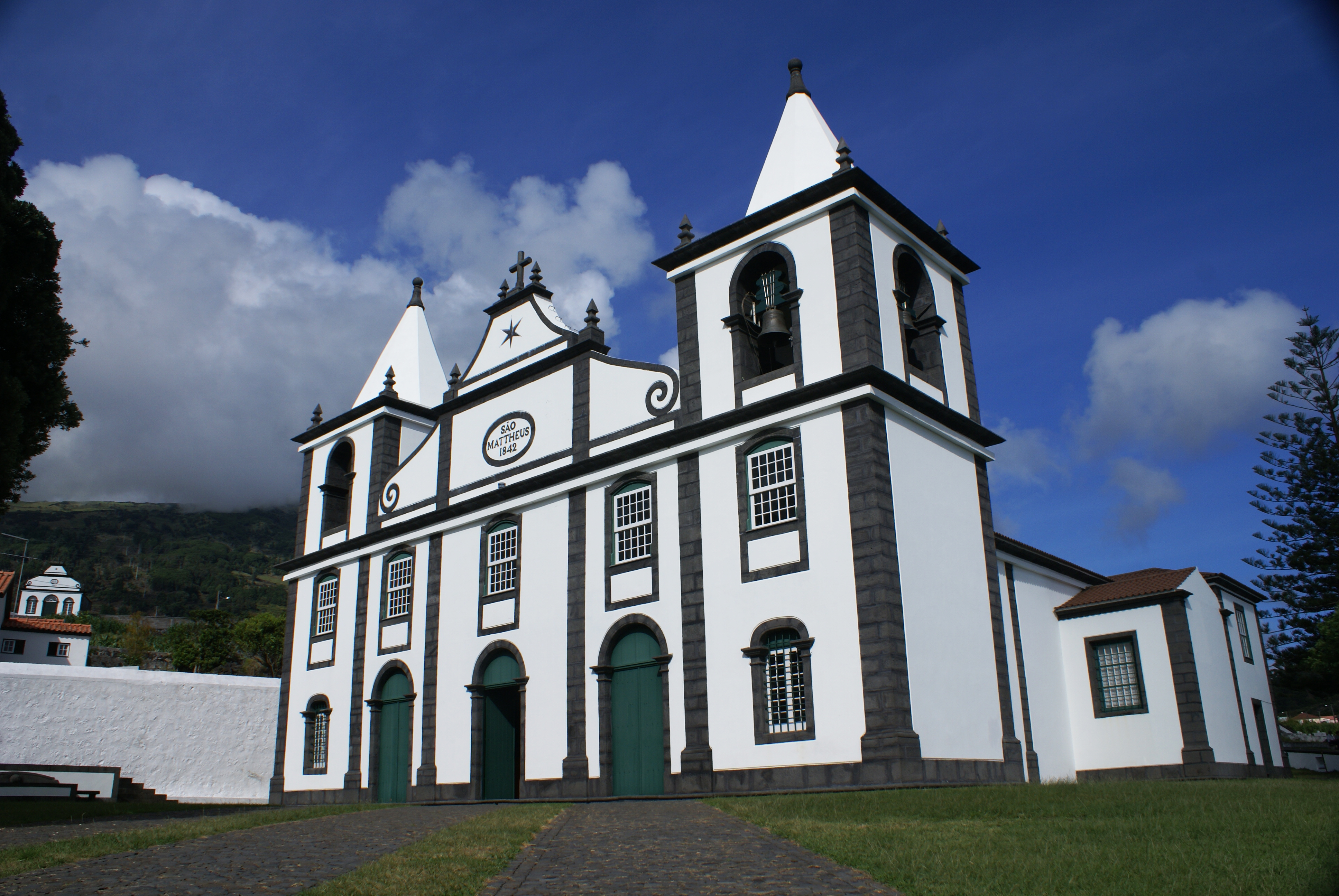
Igreja de São Mateus, Pico.

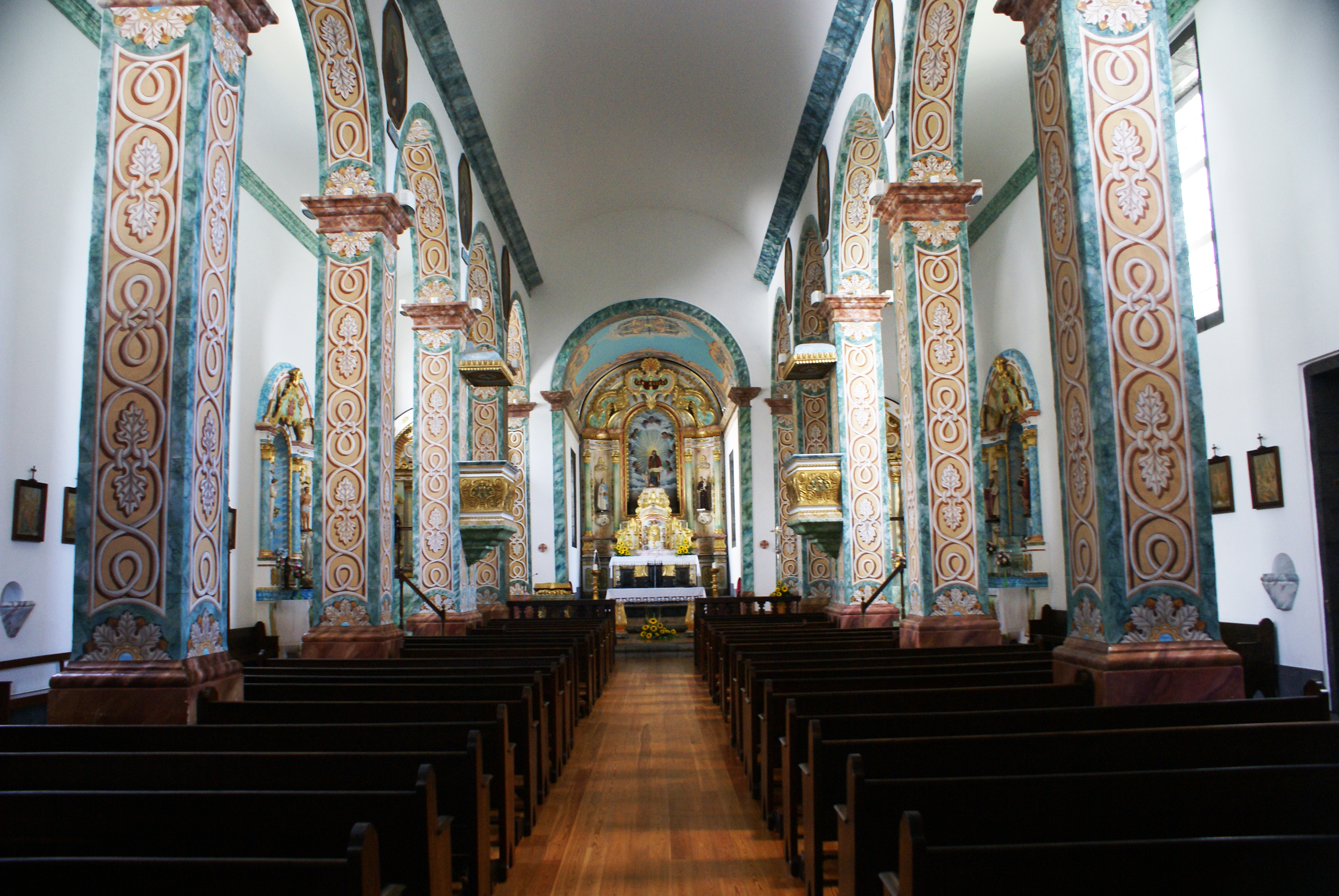
Igreja de São Mateus, nave.

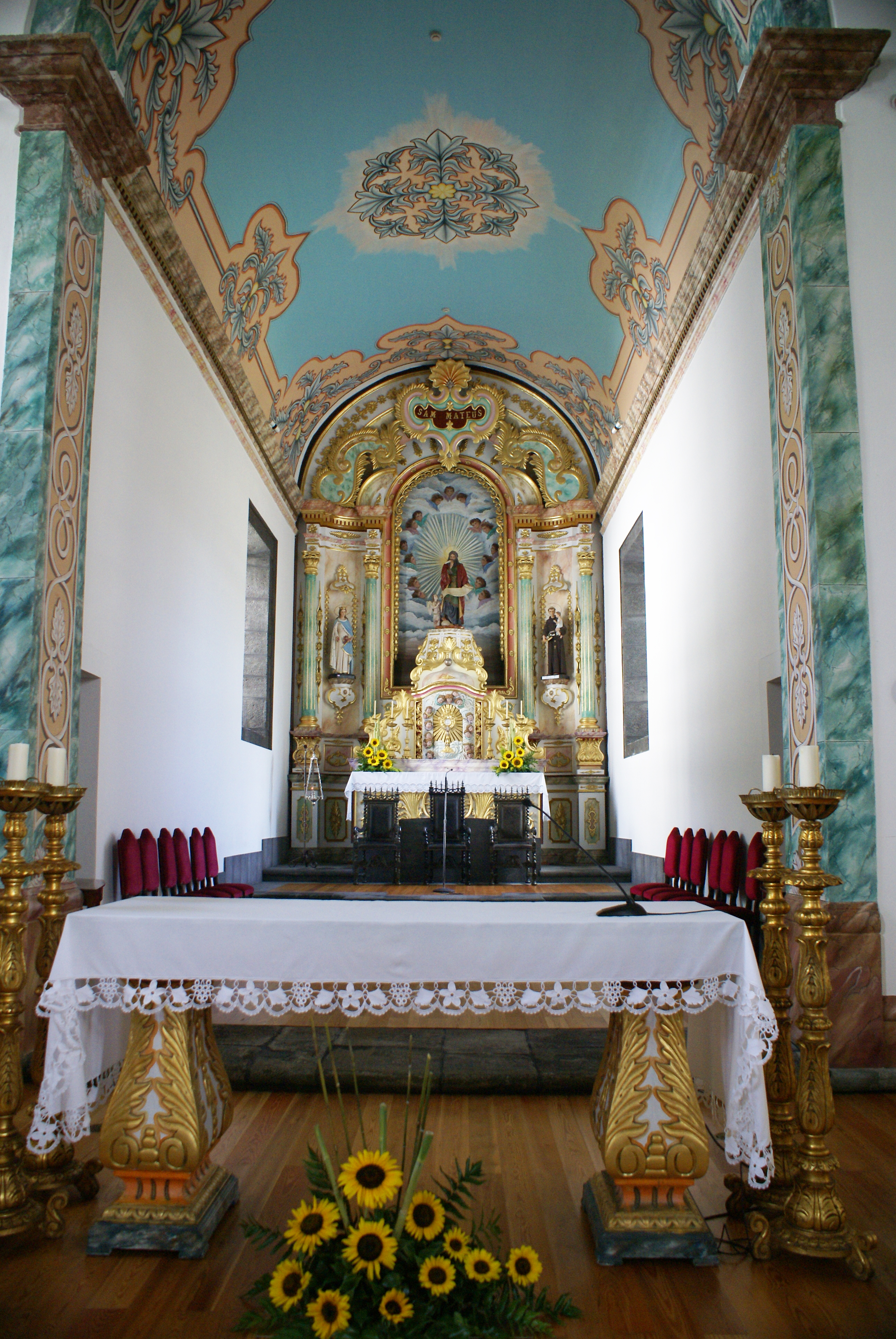
Igreja de São Mateus, altar mor.

A Igreja de São Mateus localiza-se na freguesia de São Mateus, concelho da Madalena, na Ilha do Pico, nos Açores. É uma das mais ricas e majestosas da ilha.

## História
Acredita-se que o primitivo templo que houve na freguesia de São Mateus deva ter sido coevo da fundação da respectiva paróquia, uma das mais antigas da ilha. Ignora-se a data da sua construção, embora documentos confirmem a sua existência já em 1542.
A atual igreja, sob a invocação de São Mateus, começou a ser edificada em 1838 fora do primitivo templo, já por essa época pequeno para a população local e bastante arruinado. Terá sido concluída em 1842, conforme cartela no seu frontão.
A festa do orago decorre a 21 de setembro, também com grande concorrência de povo. Esta coincide com um voto da freguesia, o qual consiste da larga distribuição de rosquilhas a todos os romeiros. O panorama da procissão é único.
Este templo corria o dia 1 de julho de 1962 foi elevado à categoria de Santuário Diocesano por decreto do então 36º Bispo de Angra, D. Manuel Afonso de Carvalho.

## Características
Com 33 metros de comprimento, possui três naves sustentadas por pesadas pilastras. Apresenta a curiosidade de um quadro a óleo representando um apóstolo, sobre cada uma das pilastras. No tecto da capela-mor encontra-se pintada a fresco uma pormenorizada cena do Ecce Homo.
Dentre as várias capelas laterais, destaca-se a do Senhor Bom Jesus, embora possa datar de um pouco mais tarde. A imagem do "Ecce Homo" que aí se encontra apresenta valor artístico. Foi oferecida em 1862 por um filho da freguesia, Francisco Ferreira Goulart,  quando do seu regresso da vila de Iguape, na então província de São Paulo, no Brasil, onde é cultuada uma imagem idêntica.
Preciosa pelo seu diadema e pelas capas que lhe têm oferecido ao longo das décadas, tem esta imagem a sua grande festa, uma das maiores dos Açores, no dia 6 de Agosto. Em 1975, esta imagem foi sujeita a restauros, mantendo os seus traços originais.